# Дьявол во плоти (фильм, 1986)
«Дьявол во плоти» (итал. Il diavolo in corpo, фр. Le Diable au corps, 1986) — франко-итальянская драма итальянского режиссёра Марко Беллоккьо. Очередная экранизация знаменитого романа писателя-вундеркинда Раймона Радиге (1903-23). Из-за откровенных сцен эротического характера ограничен к показу в кинотеатрах.

## Сюжет
Любовный треугольник, в котором психически не очень уравновешенная главная героиня Джулия пытается выбрать между своим дружком-террористом Джакомо, которого в скором времени должны выпустить из тюрьмы, и молодым парнем, школьником Андреа, увидевшим её из окон школы и последовавшим за ней на заседание суда. Отец парня — профессор Раймонди, психоаналитик — лечил Джулию и пытается остановить сына. Кроме того, он знаком с матерью Джакомо — госпожой Пульчини, — которая в свою очередь пытается остановить вспыхнувшую между Андреа и Джулией страсть, поскольку, по её мнению, именно семья может спасти её сына.

## В ролях
- Марушка Детмерс — Джулия Доцца
- Федерико Питцалис — Андреа Раймонди
- Анита Лауренци — сеньора Пульчини
- Риккардо Де Торребруна — Джакомо Пульчини
- Альберто Ди Стасио — профессор Раймонди
- Катрин Диамант — сеньора Раймонди
- Клаудио Ботоссо — падре Писакане
- Анна Орсо — сеньора Доцца
- Стефано Аббати — террорист
- Лидия Брокколино — террорист

## Съёмочная группа и производство
- Режиссёр: Марко Беллоккьо
- Сценаристы: Эннио Де Кончини, Марко Беллоккьо, Энрико Паландри
- Оператор: Джузеппе Ланчи
- Композитор: Карло Кривелли

Производство «Concorde Film», «L.P. Film», «Film Sextile».